# رود لو (آرتساخ)
رود لِو (به لاتین: Levçay) یکی از ریزابه‌های رود ترتر در جمهوری آرتساخ است.

## ویژگی‌ها
رود لو یکی از شاخه‌های سمت چپ رود ترتر است که ۳۶ کیلومتر (۲۲ مایل) بلندا دارد و از کوه‌های بلند شهرستان کلبجر به‌سوی رود ترتر جریان دارد. رود ترتر از راه شهرستان ترتر و شهرستان بردع به‌سوی غرب می‌رود و به رودخانه کورا می‌رسد.